# Grado di avanzamento
In chimica, il grado di avanzamento, indicato con la lettera greca ξ (xi), indica il procedere di una reazione chimica. La sua variazione, dξ, è data dal rapporto tra la quantità di prodotto formato o di reagente consumato e il numero stechiometrico. Per esempio, per una generica reazione
{\displaystyle 3A\rightarrow 2B}
si ha
{\displaystyle d\xi ={\frac {dn}{\nu }}={\frac {dn_{B}}{2}}=-{\frac {dn_{A}}{3}}}
dove {\displaystyle dn} sono le moli di reagenti o prodotti e {\displaystyle \nu } è il numero stechiometrico. Da notare come quest'ultimo rappresenti il coefficiente stechiometrico preceduto dal segno negativo nel caso dei reagenti. Quando si sarà raggiunto per esempio un grado d'avanzamento ξ=1,5 facendo reagire 5 moli di A, saranno rimaste 5-(1,5x3)=0,5 moli di A, mentre si saranno formate 2x1,5=3 moli di B.
Il grado d'avanzamento è una grandezza di pratico utilizzo in termodinamica e cinetica chimica. In particolare la variazione del grado d'avanzamento in funzione del variare del tempo esprime la velocità di reazione, mentre cambiando di segno la derivata dell'energia libera di Gibbs in funzione di dξ si ricava l'affinità chimica.